# Pégomas
 Pégomas  es una población y comuna francesa, en la región de Provenza-Alpes-Costa Azul, departamento de Alpes Marítimos, en el distrito de Grasse y cantón de Grasse-Sud.

## Demografía
| 1332 | 1717 | 2149 | 3452 | 4618 | 5794 |
| Para los censos de 1962 a 1999 la población legal corresponde a la población sin duplicidades (Fuente: INSEE [Consultar]) |      |      |      |      |      |